# Carabiniere
Per carabiniere (in francese Carabinier da cui deriva, in inglese Carabineer, in spagnolo Carabinero) si intendeva in origine un fante o un cavaliere scelto, armato di carabina.

Il carabiniere Gianluca Carlomagno

## Storia
Il corpo pare che abbia origini in Francia: difatti il termine "carabinier" introdotto, pare, da Luigi XIV per indicare quel particolare tipo di unità del proprio esercito, si è evoluto nel tempo comprendendo anche unità di fanteria leggera e gendarmeria formata sempre da elementi scelti.
La carabina era considerata un'arma più appropriata, rispetto a moschetto e fucile, per l'utilizzo da parte di unità d'élite a cavallo, in quanto era più leggera e facile da gestire.
I carabinieri differivano da esercito a esercito e nel tempo, ma tipicamente erano cavalleria media, simile per armamento e ruolo tattico ai dragoni.
Napoleone ereditò due reggimenti di carabinieri francesi di cavalleria pesante (i due reggimenti di cavalleria più anziani dell'esercito), che guadagnarono un certo prestigio nelle sue guerre. Nel 1810, i carabinieri francesi erano equipaggiati come corazzieri con elmi e corazze (sebbene questi fossero di ottone e ferro rivestito di ottone), e non erano più dotati di carabine. L'esercito francese oggi non ha reggimenti di carabinieri. L'esercito britannico sollevò reggimenti di carabinieri alla fine del XVII secolo. I discendenti di uno di questi reggimenti sopravvissero come 3° Carabiniers (Prince of Wales's Dragoon Guards) fino al 1971, quando fu amalgamato con i Royal Scots Greys. Di conseguenza, nessun reggimento porta il titolo oggi, sebbene le Royal Scots Dragoon Guards siano sottotitolate "Carabiniers and Greys".
L'Italia ha una famosa forza di carabinieri, una gendarmeria conosciuta come Carabinieri. Il Cile ha anche una forza di gendarme carabinieri, i Carabineros de Chile, e la Polizia Nazionale della Colombia ha unità mobili su strada chiamate Escuadrones Móviles de Carabineros. La componente terrestre belga comprende un reggimento dei carabinieri, che ha prestato servizio contro gli invasori tedeschi nell'agosto 1914 ancora vestito con la sua uniforme del XIX secolo completa di una forma di cappello a cilindro. L'esercito spagnolo in precedenza manteneva un corpo di Carabineros che serviva come guardie di frontiera. Questa forza è stata, tuttavia, sciolta in seguito alla Guerra civile spagnola del 1936-1939 e sostituita da unità della Guardia Civil.

## Unità di fanteria
Nell'ambito delle unità di fanteria vengono definite con il nome di "carabinieri" le unità di élite:
- Nel 1794 con il termine carabinier vengono definite le truppe di élite dei battaglioni di fanteria leggera di granatieri e fanteria di linea.
- Nella Russia imperiale durante le guerre napoleoniche le unità di Jäger (cacciatori) del fianco destro furono chiamate "Carabinieri".
- Il Bayerische Jäger Volunteer Corps nel 1813.
- Gli Chasseurs dell'esercito belga prevedeva due reggimenti di carabinieri che si scontrarono nell'agosto 1914 ancora con l'uniforme del secolo precedente. Nel 1992 i due reparti sono stati fusi nel reggimento carabinieri Prince Baudouin.
- I contingenti Waldeck, Lippe-Detmold, Shaumburg-Lippe del 2º battaglione del 6º reggimento Rheinbund.
- Il 2º reggimento di fanteria leggera Nassau.
- Irlandaise Legione (legione irlandese) in servizio presso la legione straniera francese.
- I Carabinieri cacciatori eredi dei "Volteggiatori-Carabinieri" di Vestfalia creati da Girolamo Bonaparte.
- Presso lo Stato pontificio i "Carabinieri indigeni" composti con arruolati italiani e i "Carabinieri esteri", composti da arruolati stranieri.
- Nel Regno d'Italia del periodo napoleonico, sotto il viceré Eugenio di Beauharnais erano presenti nei ranghi della "Guardia" dei "Veliti Carabinieri".
- Nel 1812 uno dei tre battaglioni del ricostituito esercito reale spagnolo fu chiamato "Carabinieri".
- Il 13 luglio 1814 viene creato con "Regie patenti" il "Corpo dei Reali Carabinieri" definiti truppe di élite dell'esercito sabaudo perché composto da militari scelti tra gli altri per "buona condotta e saviezza distinti". Il documento istitutivo dei Carabinieri, a firma di Vittorio Emanuele I, è conservato presso il Museo Storico dell'Arma dei Carabinieri[7].
- Nel 1850 nell'Esercito delle Due Sicilie furono istituiti un reggimento di carabinieri a cavallo e un reggimento di carabinieri "a piedi" da non confondersi con la Gendarmeria il corpo di polizia militare.

## Nel mondo
I carabinieri sono soldati scelti e solo talvolta corpi di gendarmeria nelle forze armate di diversi Stati:

### Bolivia
- Cuerpo Nacional de Carabineros, forza di gendarmeria boliviana

### Cile
- Carabineros de Chile, forza di gendarmeria cilena

### Colombia
- Escuadrones Móviles de Carabineros, forza specializzata della polizia colombiana

### Italia
In Italia con il termine carabiniere si suole genericamente identificare un appartenente all'Arma dei Carabinieri, una forza armata con compiti sia di polizia che di gendarmeria (polizia militare). Il termine indica anche il grado di carabiniere.

### Moldavia
- Trupele de Carabinieri, forza di gendarmeria moldava

### Principato di Monaco
- Compagnie des Carabiniers du Prince, unità del Principato di Monaco

### Spagna
- Carabineros, forza di gendarmeria spagnola creata nel 1829, incorporata nel 1940 nella Guardia Civil.

## Carabinieri a cavallo

### Carabineros reali spagnoli
Sebbene la corona spagnola sia stata la prima a sollevare reggimenti di cavalleria armata di carabina, l'esercito spagnolo non è noto per i suoi carabinieri di cavalleria. La Brigada de Carabineros Reales, sebbene vestita da ussari, partecipò tuttavia a diverse guerre di Spagna, tra cui la guerra peninsulare contro Napoleone (parte delle guerre napoleoniche), dove si distinsero a Sepúlveda (28 novembre 1808), insieme ai reggimenti di cavalleria Alcántara e Montesa, contro il 10° Chasseurs à cheval francese di Lasalle e il 9° Dragoons. Un importante ufficiale in servizio con la brigata era Carlos María de Alvear. Il reggimento, insieme alla cavalleria della Guardia reale spagnola, fu riformato a Valladolid dal generale Gregorio García de la Cuesta, a quel punto erano poco più di uno squadrone e ricevettero la scelta di circa 5.000 volontari. In seguito parteciparono alle guerre carliste, in particolare a Bilbao.

### Carabiniers-à-Chevalfrancesi
Nel 1690 fu mantenuta una compagnia di carabinieri in ogni reggimento di cavalleria dell'esercito francese. I loro compiti erano analoghi a quelli dei granatieri nei reggimenti di fanteria: scouting, lavoro distaccato e, in generale, tutti i compiti che richiedono attività e indirizzo speciali. Combatterono sia a cavallo che a cavallo e presero persino parte alla guerra d'assedio nelle trincee. I carabinieri francesi furono menzionati nella battaglia di Neerwinden nel 1793 comandati dal principe de Conti. Sebbene il loro ruolo originario fosse quello di una polizia a cavallo simile ai gendarmi, come truppe da combattimento presero per la prima volta la forma di compagnie separate all'interno di ogni reggimento di cavalleria il 29 ottobre 1691 sotto Luigi XIV. Solo più tardi fu istituito un reggimento indipendente o cavalerie de reserve nel 1693 sotto il comando del duca del Maine. Tuttavia a quel tempo tutta la cavalleria francese diversa dai gendarmi era chiamata cavalleria leggera, e il loro primo nome era Corps royal des carabiniers, organizzato da una brigata di quattro squadroni comandati da un tenente colonnello.
Il Corpo fu ampliato a dieci squadroni all'inizio della Guerra dei Sette Anni. Il loro deposito era a Strasburgo, dove rimase per un secolo. Il 13 maggio 1758, il Corpo fu ribattezzato Royal carabiniers de monsieur le Comte de Provence. Nel 1762, il Corpo fu ampliato a cinque brigate di trenta squadroni, ma fu ridotto a due reggimenti nel 1788. Tuttavia, gli eventi della Rivoluzione francese colpirono tutto l'esercito francese e in particolare l'Armata di cavalleria, e i carabinieri furono ridotti a due reggimenti di quattro squadroni ciascuno, prestando poi servizio nell'Armata del Reno. I reggimenti mantennero il loro caratteristico copricapo di pelle d'orso fino al 1810, quando fu sostituito da elmi ancora più distintivi con pettini scarlatti. Furono distinti anche da Napoleone con un rivestimento in ottone sulle corazze di ferro dopo aver subito pesanti perdite nella campagna del 1809, ma non erano più dotati di carabine.
I due reggimenti di carabinieri, brigate insieme e come parte della prima divisione di cavalleria pesante del generale di divisione Nansouty, videro l'azione durante le guerre napoleoniche, tra cui la battaglia di Austerlitz, la battaglia di Friedland, la battaglia di Wagram, la battaglia di Borodino (comandata da Generale della Brigata Defrance), Battaglia di Lipsia, Battaglia di Laon e Battaglia di Waterloo. I Carabinieri furono restaurati come un unico régiment de Monsieur dopo la seconda restaurazione borbonica.
Nel 1814 c'erano due reggimenti di carabinieri con il loro caratteristico stile di elmo, che fu temporaneamente adottato dai corazzieri. I Carabinieri erano presenti a Parigi nel giugno 1848 per la creazione della Repubblica, quando nove reggimenti furono introdotti per mantenere la pace, la prima volta in 200 anni che i carabinieri servirono di nuovo come polizia militare. Dal 1852 i Carabinieri facevano parte dell'esercito del Secondo Impero francese, ma non prestarono servizio nella guerra di Crimea. Nel 1870 videro di nuovo il servizio come un unico reggimento, ma ora come parte della Guardia Imperiale. In seguito alla guerra franco-prussiana, i Carabinieri furono accorpati con l'11º Reggimento Corazzieri il 4 febbraio 1871.
L'1º-11º reggimento di corazzieri (francese: 1er-11e Régiment de Cuirassiers, 1er-11e RC) del moderno esercito francese può quindi far risalire la sua origine, in parte, ai carabinieri del XIX secolo. Per coincidenza l'attuale reggimento è a Carpiagne in Provenza, un tempo dominio del loro ex comandante.

### Carabinieri britannici
I Carabiniers (6th Dragoon Guards) erano un reggimento di cavalleria dell'esercito britannico. Il reggimento discendeva dal Nono reggimento di cavalli, cresciuto in risposta alla ribellione del duca di Monmouth nel 1685, il primo anno del regno di re Giacomo II. Il colonnello del Nono Cavallo fu assegnato a Richard, II visconte Lumley di Waterford. Secondo la tradizione dell'epoca, il reggimento divenne noto come Lord Lumley's Horse. Nel 1691, durante la campagna irlandese di re Guglielmo, il reggimento si distinse, a seguito della quale fu inviato a Londra e ribattezzato The King's Carabiniers. Tuttavia, nel 1741 il reggimento divenne noto come 3º reggimento di cavalli e nel 1756 divenne il 3° cavallo. Durante il periodo delle guerre napoleoniche il reggimento fu chiamato 6th Dragoon Guards, diventando 3rd Dragoon Guards (Carabiniers) nel 1826. Nel 1920, il reggimento divenne nuovamente noto come The Carabiniers (6th Dragoon Guards) prima di essere amalgamato nel 1922. Sebbene il primo onore di battaglia del reggimento sia per la battaglia di Blenheim, non ha preso parte a nessuna delle principali battaglie dell'esercito britannico durante le guerre napoleoniche, ma ha prestato servizio nella guerra di Crimea. Il reggimento prestò servizio anche nelle guerre boere, sebbene la maggior parte dei suoi onori di battaglia provenga dalla prima guerra mondiale. Conosciuto nell'esercito britannico come "The Carbs", il reggimento sopravvisse come 3° Carabiniers (Prince of Wales's Dragoon Guards) fino al 1971 quando fu amalgamato con i Royal Scots Greys durante la parata del Palazzo di Holyrood a Luglio 1971. Era presente Sua Maestà la Regina, che è il colonnello in capo del reggimento. Allo stesso tempo il ruolo del reggimento passò dalla cavalleria alla fanteria meccanizzata. Come risultato della fusione, nessun reggimento porta oggi il titolo di Carabiniers nell'esercito britannico, sebbene le Royal Scots Dragoon Guards siano sottotitolate "Carabiniers and Greys".
Esistevano anche i Carabiniers dell'Hampshire come reggimento di cavalleria Yeomanry che si formò durante le guerre rivoluzionarie francesi e rimase noto come Carabiniers alla fine dell'era vittoriana. Il reggimento prestò servizio nelle guerre boere e nella prima guerra mondiale, dopo di che l'Hampshire Yeomanry fu riorganizzato come reggimento di artiglieria e poi amalgamato con l'Hampshire Royal Horse Artillery per diventare la 95a (Hampshire Yeomanry) Field Brigade, Artiglieria Reale.

### Carabinieri sassoni
I carabinieri sassoni furono formati dopo la riorganizzazione dell'esercito reale sassone nel 1765, e sopravvissero nell'esercito imperiale tedesco fino al 1918. Si sapeva che il reggimento usava le lance nel suo servizio prima della prima guerra mondiale.

### Carabinieri prussiani
- Reggimento dei carabinieri a vita (tedesco: 11. reggimento Leib-Karabiniers)[37]
- von der Marwitzsches Volunteer Corps 1807, Carabinieri dello Squadrone Uhlan

### Carabinieri olandesi
I carabinieri a cavallo olandesi risalgono al 2º reggimento di cavalleria (pesante) cresciuto nel 1680, tuttavia cessarono brevemente di esistere durante il periodo della Repubblica Batava. L'ordine di battaglia alleato nella battaglia di Waterloo includeva la divisione di cavalleria olandese (Divisie Cavalerie) comandata dal tenente generale Jean Alphonse Baron de Collaert, che, a sua volta, comprendeva una brigata di tre reggimenti di carabinieri appena reclutati dai corazzieri del contributo olandese alla napoleonica La Grande Armée:
- 1ª Brigata di Cavalleria Pesante (Brigade Zware Cavalerie) Generaal-Majoor Jonkheer AD Trip[39]

1º Carabinieri (Reggimento carabinieri n. 1) Luitenant-Kolonel LP Coenegracht
2º Carabinieri (Reggimento carabinieri n. 2) Kolonel JB de Bruijn
3º Carabinieri (Reggimento carabinieri n. 3) Luitenant-Kolonel CM Lechleitner
Tutti e tre i reggimenti insieme ai dragoni della Guardia divennero dragoni nel 1849.

### Karabinery russi
I carabinieri apparvero per la prima volta nell'esercito russo durante il regno di Caterina II nel 1763 e alla fine contarono sedici reggimenti. Tuttavia, l'imperatore Paolo I, che detestava intensamente qualsiasi ricordo di sua nonna, ne ribattezzò sei chiamandoli "dragoni" e il resto "corazzieri". I carabinieri tornarono alla cavalleria russa dopo il 1803 poiché i quattro tiratori scelti chiamati "fiancheggiatori" in ogni plotone erano armati di carabine in tutti i reggimenti di cavalleria.

### Carabinieri svedesi
Gli svedesi Kungliga Skånska Karabinierregementet ("Cavallerie de Scanie") furono creati nel 1791 prima delle guerre napoleoniche ribattezzando Skånska Kavalleriregemente e contavano otto squadroni di circa 1.000 ufficiali e soldati organizzati in due battaglioni che prestavano servizio nella Quarta Divisione Svedese del Walmoden Corps per la Campagna 1813-1814. Il reggimento fu ribattezzato Ussari di Skånska nel 1914.

### Carabinieri della Vestfalia
L'esercito della Vestfalia (di breve durata del periodo 1807-14) creato da Napoleone come forza alleata per il servizio con la Grande Armée, includeva un'unità della Guardia Reale designata come Jäger Carabiniers Battalion.

### Carabinieri del Regno di Sardegna
L'Arma dei Carabinieri fu creata dal re Vittorio Emanuele I di Savoia, con lo scopo di dotare il Piemonte di un corpo di polizia simile alla Gendarmeria francese, che fosse sia un reggimento da combattimento che una forza di polizia militare a cavallo.
Dopo che i soldati francesi avevano occupato Torino alla fine del '700 e poi l'avevano abbandonata al Regno di Sardegna, il corpo dei Carabinieri Reali fu istituito con le Regie Patenti del 13 luglio 1814 all'interno della Guardia del Regno di Sardegna.

### Carabinieri del Regno di Napoli
I Carabinieri del Regno di Napoli erano un reggimento di cavalleria formato nei primi anni venti dell'Ottocento.

### Carabinieri sudafricani
Originari del 1° e 2° Royal Natal Carabiniers, i Carabinieri sudafricani prestarono servizio durante le guerre boere come fanteria a cavallo, e fanteria durante la campagna dell'Africa sudoccidentale della prima guerra mondiale, e successivamente come 1° Royal Natal Carbineers nella seconda guerra mondiale, in particolare partecipando con l'ottava armata alla seconda battaglia di El Alamein nell'ottobre 1942 come parte della prima divisione sudafricana del contingente della Commonwealth Union Defence Force e successivamente alla campagna d'Italia. I Natal Carbineers hanno prestato servizio in a capacità di contro-insurrezione nel nord della Namibia (Africa sudoccidentale) per tre mesi dall'agosto 1976, e successivamente in numerosi schieramenti modulari nel decennio successivo fino al 1989.

### Carabinieri australiani
I Bushveldt Carbineers (BVC) erano un reggimento di fanteria a cavallo multinazionale di breve durata dell'esercito britannico, cresciuto in Sud Africa durante la seconda guerra boera.
Il reggimento di 320 persone fu formato nel febbraio 1901 e comandato da un australiano, il colonnello RW Lenehan. Aveva sede a Pietersburg, 180 miglia a nord di Pretoria, e vide l'azione nella regione Spelonken del Transvaal settentrionale durante il 1901-1902. Circa il quaranta per cento degli uomini del BVC erano australiani, e il reggimento comprendeva anche una quarantina di boeri arresi che erano stati reclutati dai campi di internamento.
L'unità è stata resa famigerata dal processo e dall'esecuzione di Harry "Breaker" Morant e Peter Handcock, che stavano servendo membri dell'unità al momento del loro arresto e che sono stati accusati di presunti crimini di guerra commessi mentre erano nell'unità.

## Carabinieri delle forze dell'ordine

### Carabinieri Italiani
L'Arma dei Carabinieri era precedentemente chiamata Corpo dei Carabinieri come un ramo dell'Esercito Italiano, ma di solito è conosciuta semplicemente come i Carabinieri che svolgono il ruolo di gendarmeria. Nasce dalla fusione dei Carabinieri piemontesi-sabauda e napoletani dopo l'Unità d'Italia, e pur rimanendo un reggimento di cavalleria da combattimento, dopo il 1871 non furono più numerati con la Cavalleria di Linea.
Corpo militare e di polizia, i Carabinieri hanno combattuto in tutti i conflitti in cui l'Italia è stata coinvolta dal 1871, subendo pesanti perdite e ricevendo numerose onorificenze al valore.
I Carabinieri sono attualmente un ramo delle forze armate (insieme all'Esercito, alla Marina e all'Aeronautica), ponendo così fine al loro ruolo di lunga data di Prima Arma dell'Esercito. Probabile che per antonomasia con cui continueranno ad essere riferiti i Carabinieri resterà l'Arma.
Negli ultimi anni, le unità dei Carabinieri sono state inviate in missioni di mantenimento della pace, tra cui Kosovo, Afghanistan e Iraq. Nel 2003 dodici carabinieri sono stati uccisi in un attentato suicida alla loro base di Nassiriya, vicino a Bassora, nel sud dell'Iraq, nella più grande perdita di vite umane militari italiane in un'unica azione dalla seconda guerra mondiale.

### Carabineros spagnoli sotto la monarchia e la repubblica
Questa forza para-militare è stata creata nel XIX secolo sotto la monarchia spagnola, svolgendo il ruolo di guardie di frontiera soprattutto nei Pirenei. Si distinguevano per uniformi blu scuro con shakos o berretti rotondi. Sotto la Repubblica spagnola i Carabineros erano subordinati al dipartimento delle finanze del ministero dell'Interno e consistevano in funzionari delle dogane e delle accise che contavano circa 15.000 durante la guerra civile spagnola del 1936-1939. Rimasero una forza armata soggetta alla disciplina militare. Circa 8.750 carabineros rimasero fedeli al governo repubblicano, fornendo un nucleo di manodopera addestrata per le forze repubblicane. Dopo la guerra il vittorioso governo nazionalista sciolse i Carabineros e li sostituì per compiti di frontiera con unità della Guardia Civil.

### Carabineros cileni
I Carabineros de Chile sono la forza di polizia militare nazionale cilena in uniforme. La prima organizzazione di polizia con il nome di "Carabiniers" fu il Corpo dei Carabinieri, in spagnolo Cuerpo de Carabineros, formato nel 1903 per portare la legge e l'ordine nella storica regione dell'Araucanía del sud del Cile. Nel 1908 fu creata la Scuola dei Carabinieri (Escuela de Carabineros, situata a Providencia). Il 27 aprile 1927, il presidente Carlos Ibáñez del Campo unì la Polizia fiscale (Policía Fiscal), la Polizia rurale (Policia Rural) e il Cuerpo de Carabineros nei Carabinieri del Cile, un'istituzione unificata sotto la direzione del governo nazionale. L'organizzazione porta ancora il nome datole da Ibáñez, che divenne il primo Direttore Generale dei Carabinieri.
Nel 1973, i Carabinieri, guidati dal generale Cesar Mendoza Duran, poi nominato Direttore Generale, si unirono al colpo di stato cileno del 1973 sotto la guida dei capi dell'Esercito, della Marina e dell'Aeronautica, che rovesciò il Presidente Salvador Allende. In quanto tale, il comandante dei carabinieri era un membro formale della giunta del governo militare (1973-1990).
Dal 2011 i Carabinieri fanno parte del Ministero dell'Interno.

### Carabineros colombiani
La polizia nazionale della Colombia ha unità mobili chiamate Mobile Carabinier Squadrons o Escuadrones Móviles de Carabineros in spagnolo (EMCAR). Si tratta di unità specializzate della polizia nazionale colombiana, parte della sua direzione dei carabinieri e della sicurezza rurale (Dirección de Carabineros y Seguridad Rural). La missione di questi squadroni mobili è fornire sicurezza autostradale, controllare il traffico e prevenire incidenti. Tra i loro obiettivi c'è quello di interagire e socializzare con i civili per creare sorveglianza e collaborazione di quartiere. Costituiti nel 1846 dal presidente Tomas Cipriano de Mosquera, sono la più antica formazione di polizia nazionale.

### Carabineros boliviani
La Polizia Nazionale Boliviana è stata istituzionalizzata a livello nazionale nel 1937 con la creazione del Corpo Nazionale dei Carabinieri (Cuerpo Nacional de Carabineros) e della sua scuola di formazione professionale, la Scuola di Polizia (Escuela de Policía), successivamente ribattezzata Accademia Nazionale di Polizia (Academia Nacional de Policias). I carabinieri costituirono una fusione post-Guerra del Chaco della Polizia Militare, del Corpo della Gendarmeria (Cuerpo de Gendarmería), della Polizia di Sicurezza paramilitare (Policía de Seguridad) e del Reggimento Carabinieri dell'esercito (Regimiento de Carabineros).
Prima del 1952 i Carabineros passavano sotto il Ministero della Difesa Nazionale ed erano considerati un'estensione dell'esercito boliviano. La responsabilità della forza è stata successivamente trasferita al Ministero dell'Interno, sebbene i Carabineros rimangano una forza sotto disciplina militare e siano disponibili come riserva per l'esercito. Oggi, la Guardia Nazionale paramilitare di 5.000 membri (Guardia Nacional), un ramo della Polizia Nazionale boliviana, è ancora chiamata Carabineros.
I Carabineros boliviani sono l'unica forza che ha responsabilità a livello nazionale per l'applicazione della legge, comprese le dogane, la polizia stradale e le responsabilità di guardia di frontiera.

### Carabinieri moldavi
Il Ministero degli affari interni della Moldavia mantiene una forza di tipo gendarmeria affiliata all'Esercito nazionale moldavo noto come Trupele de Carabinieri, che è il nome in lingua rumena dei Carabinieri.

## Galleria d'immagini

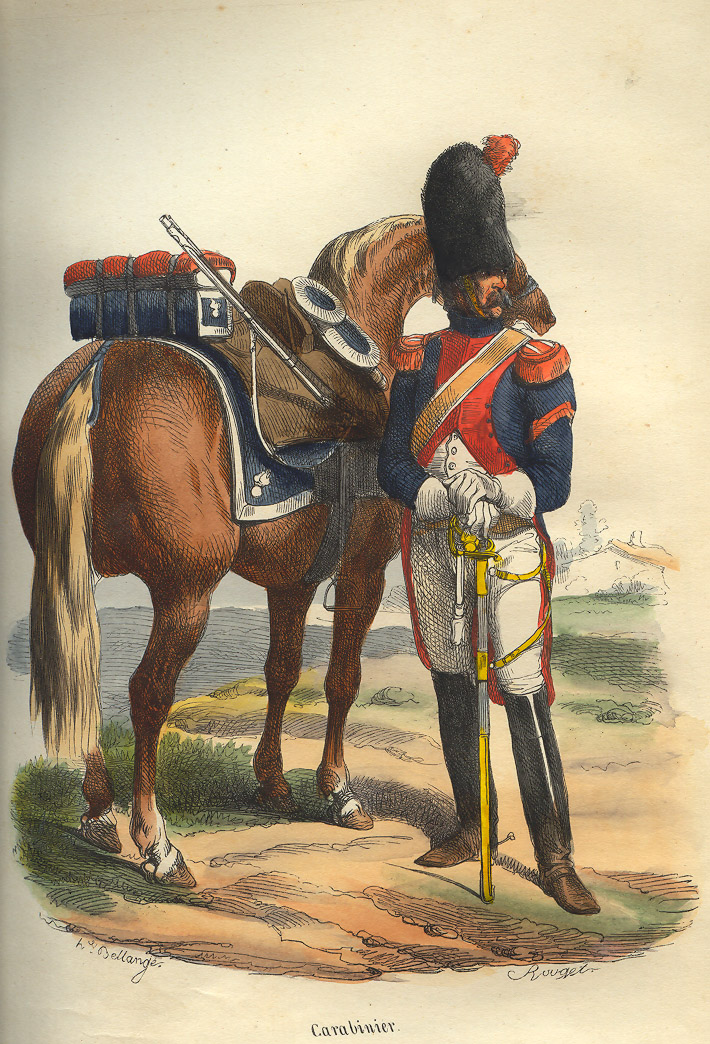
Carabinieri francesi napoleonici del 1810
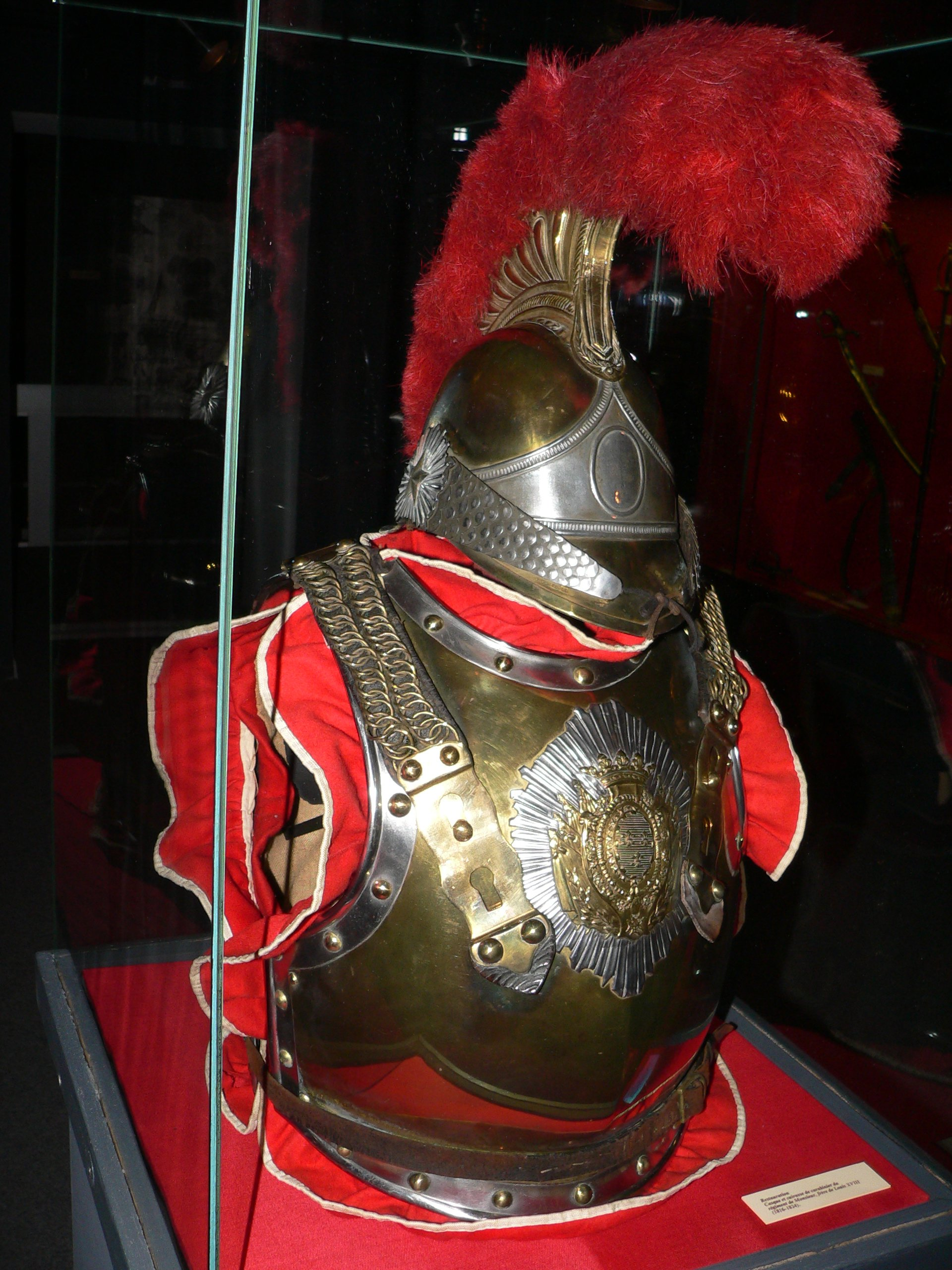
Corazza ed elmo dei Carabinieri a Cavallo Francesi, durante la Restaurazione Borbonica (1816-1824)
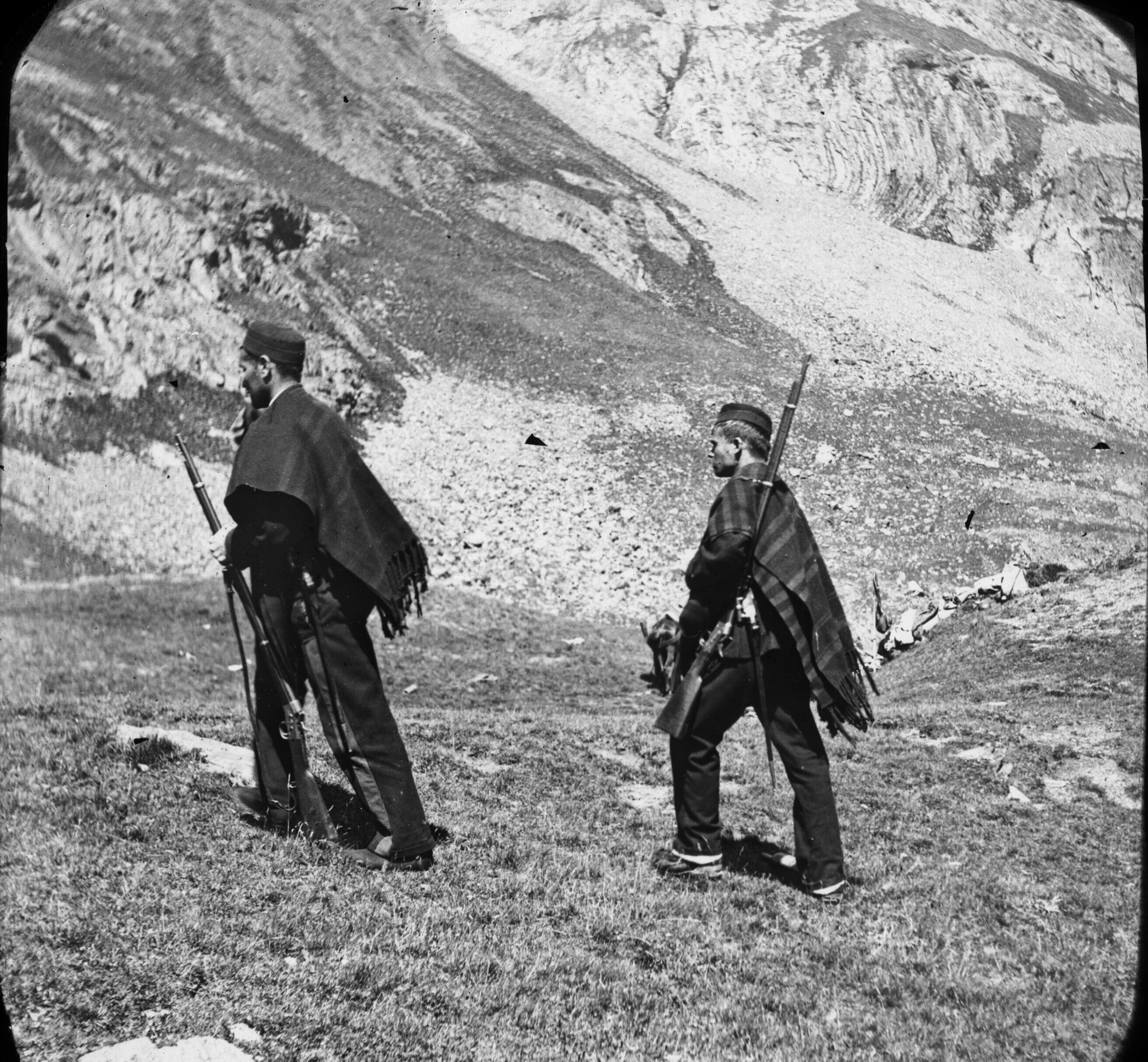
Carabinieri spagnoli nei Pirenei, 1892
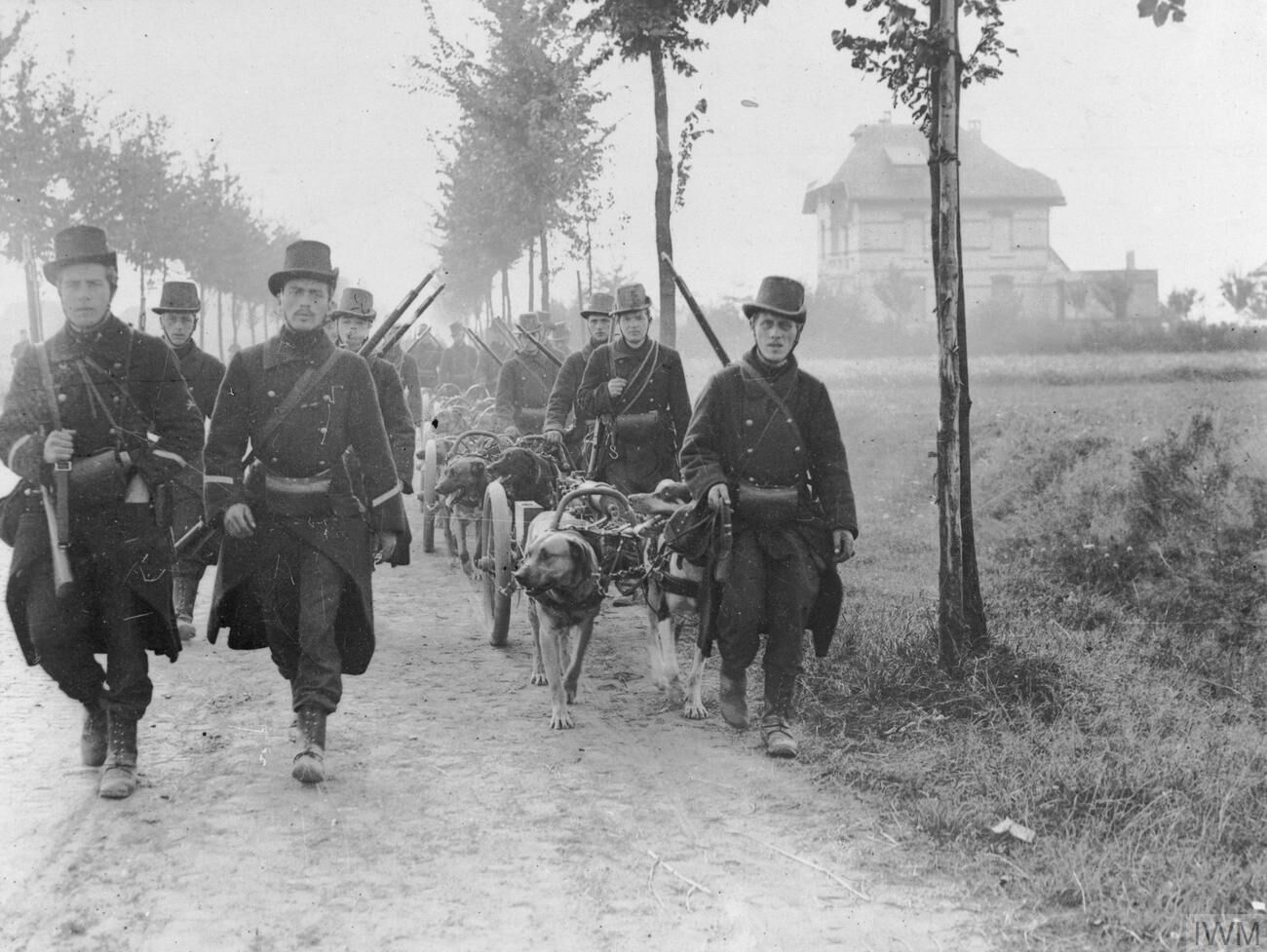
Carabinieri belgi con carri mitragliatori trainati da cani durante la battaglia delle frontiere nel 1914
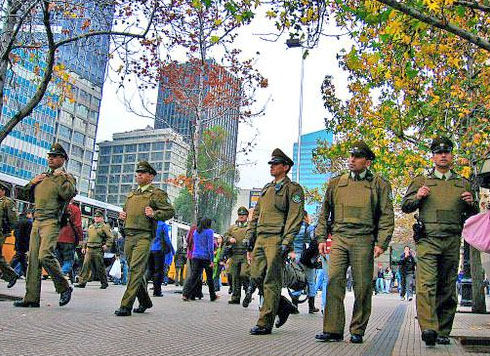
Carabinieri del Cile nel 2006
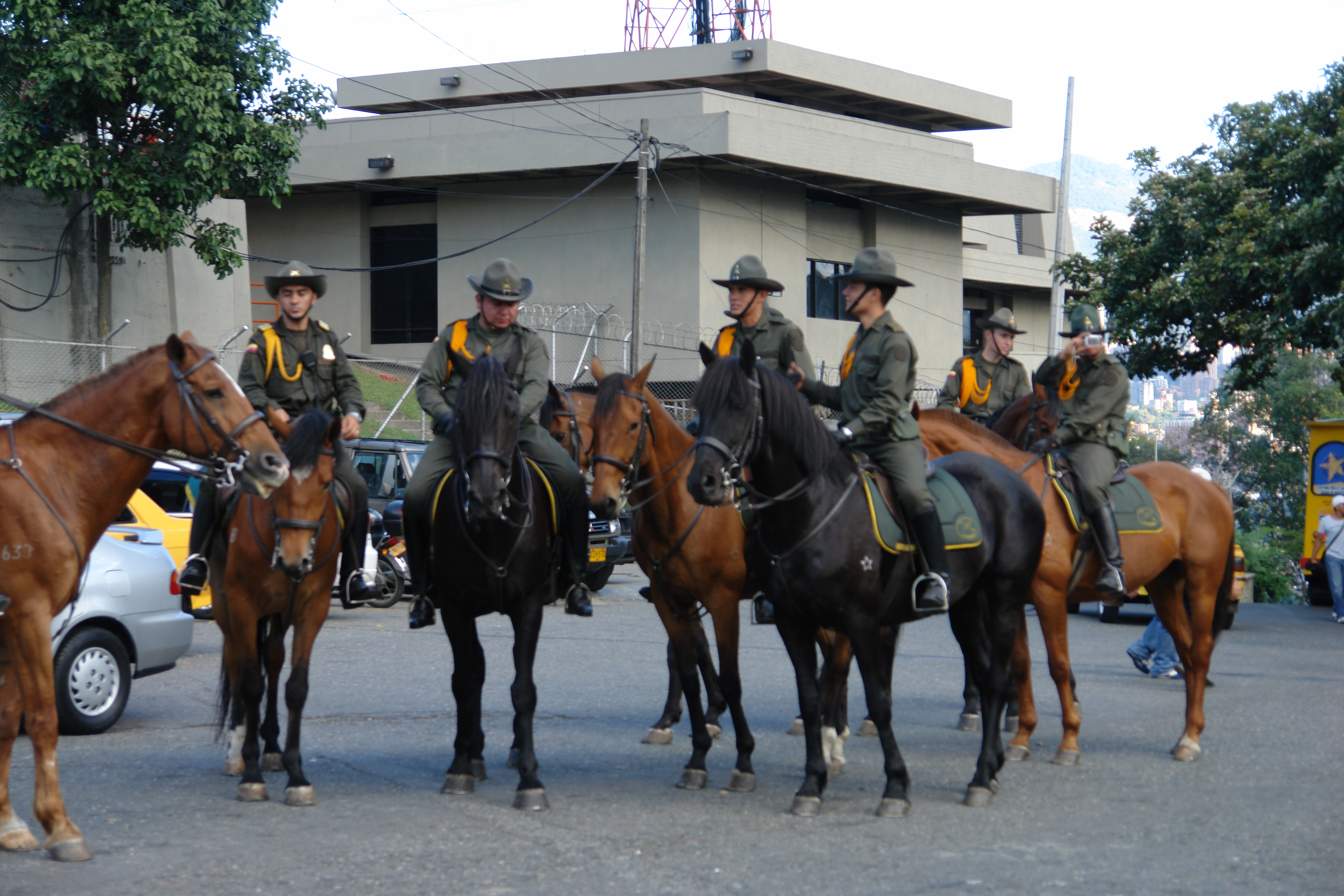
Carabineros a cavallo a Medellín nel 2006
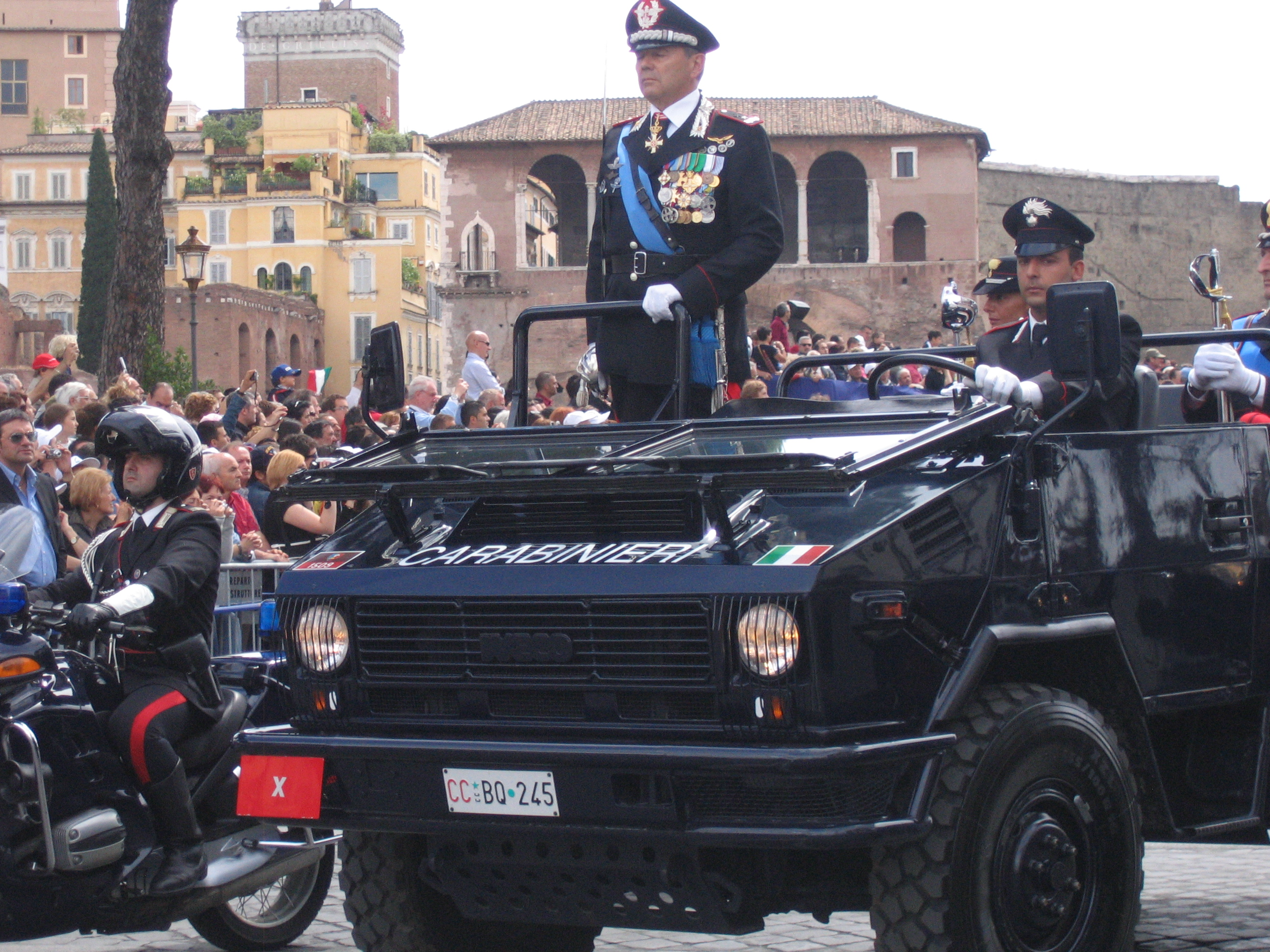
Generale anziano dei carabinieri su un VM 90 durante la parata della "Festa della Repubblica" 2007 in Italia